# چیغ (فیلم)
چیغ یک فیلم مستند قوم‌نگارانه است که محمّدرضا اصلانی نوشته و کارگردانی کرده‌است. این مستند با زبانی اسطوره‌ای به دین یارسان می‌پردازد و در کردستان ایران فیلم‌برداری شده‌است. نامِ فیلم از نوعی حصیر به همین نام است که اطرافِ سیاه‌چادرهای عشایر کشیده می‌شود.

## طرحِ فیلم‌نامه
در ابتدای فیلم میان‌نویسی نشان داده می‌شود که بر اساس آن گفتار فیلم از سه موضوع مایه گرفته‌است: آیهٔ ۳۵ از سوریهٔ ۲۴ (آیهٔ نور از سورهٔ نور) در قرآن، ترجیع‌بند هاتف اصفهانی و اسطوره‌های منطقهٔ هورامان.